# Torus
Torus è il secondo album in studio del musicista britannico Sub Focus, pubblicato nel 2013.

## Tracce
1. Torus – 5:50
2. Safe in Sound – 4:39
3. Endorphins (feat. Alex Clare) – 3:54
4. Out the Blue (feat. Alice Gold) – 4:37
5. Twilight – 3:08
6. Close (feat. MNEK) – 5:09
7. Turn It Around (feat. Kele) – 3:14
8. Out of Reach (feat. JayEllDee) – 4:03
9. Falling Down (feat. Kenzie May) – 5:08
10. Turn Back Time – 4:03
11. You Make It Better (feat. Culture Shock & TC) – 5:54
12. Tidal Wave (feat. Alpines) – 3:48
13. Until the End (feat. Foxes) – 4:03

## Classifiche
| Classifica (2013) | Posizione massima |
| ----------------- | ----------------- |
| Regno Unito       | 11                |